# Aha ha
Espèce
Aha ha est une espèce australienne de guêpes de la famille des Crabronidae.

## Classification
Le nom valide complet (avec auteur) de ce taxon est Aha ha Menke (d), 1977,. Aha ha est l'espèce type du genre Aha.

### Étymologie
La légende veut que son épithète spécifique, ha, ait été choisie en 1977 par l'entomologiste américain Arnold S. Menke (d) comme une plaisanterie. Menke a décrit comment, quand il a reçu un paquet d'un collègue contenant des spécimens d'insectes, il s'exclama « Aha ! Un nouveau genre ». Et que Eric Grissell (d) lui répondit « Ha ? », avec un doute dans la voix. Le nom a aussi été utilisé sur la plaque d'immatriculation de la voiture de Menke.

### Publication originale
- (en) A. S. Menke, « Aha, a new genus of Australian Sphecidae, and a revised key to the world genera of the tribe Miscophini (Hymenoptera, Larrinae) », Bulletin Entomologique de Pologne, De Gruyter Open (d) et inconnu, vol. 47,‎ 30 novembre 1977, p. 671-681 (ISSN 0032-3780 et 2299-9884, OCLC 1641554, lire en ligne).